# Siete playas
Las Siete playas o Zazpi hondartza en euskera y coloquialmente Zazpi plaia  es la zona de rasa mareal que se abre desde la playa de Saturrán hasta  punta de Kardala en el municipio guipuzcoano de Motrico en el  País Vasco, España.
Accesible con marea baja tanto desde la playa de Saturrarán o desde la playa de Burumendi tiene una longitud de 2520 metros y una anchura de 85 metros con marea baja quedando bajo el agua en la pleamar. Forma parte del Geoparque de la Costa Vasca que está integrado en la Red global de geoparques (GGN) y administrado por la Asociación para la Gestión del Geoparque de la Costa Vasca, Geogarapen, constituida en 2009, por los tres ayuntamientos implicados. El 17 de noviembre de 2015 fue nombrado geoparque mundial de la UNESCO e integrado en la red mundial de geoparques.

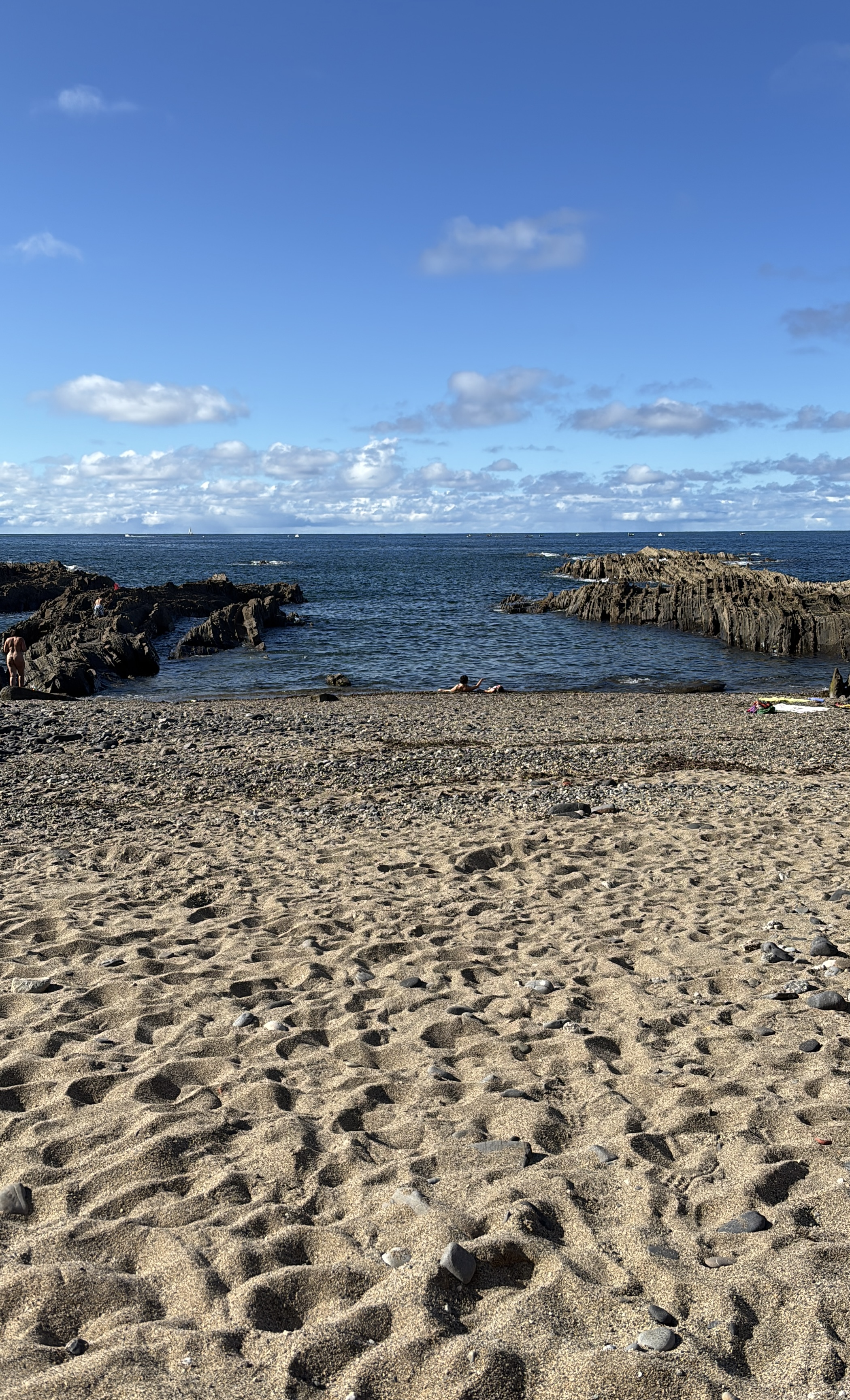
Cala de entrada desde la playa de Saturarán.

El acceso del lado oeste, desde Saturrarán, se realiza por una pequeña cala arenosa que estaba unida a la playa de Saturrarán  y fue separada de la misma por la construcción del caserío "Saturraran Zahar". Por el lado este, desde la playa de Burumendi de Motrico el acceso es directo a la rasa mareal. El espacio se extiende a pie de un acantilado muy inestable y es una extensión de la Rasa mareal entre Deva y Zumaya aunque por la orientación del flysch no es tan relevante.
El paisaje es de una gran fuerza y al estar abierto al mar el oleaje es fuerte. Hay gran riqueza faunística y suele ser un lugar usado habitualmente por los pescadores. Entre las rocas se abren alguna pequeña cala de arena y algunas brecha que se llena de agua facilitando el baño. El nudismo es la forma normal de utilización de este espacio. No hay ningún servicio en la zona estando los más cercanos en Saturrarán y Burumendi.

### Elflyschnegro

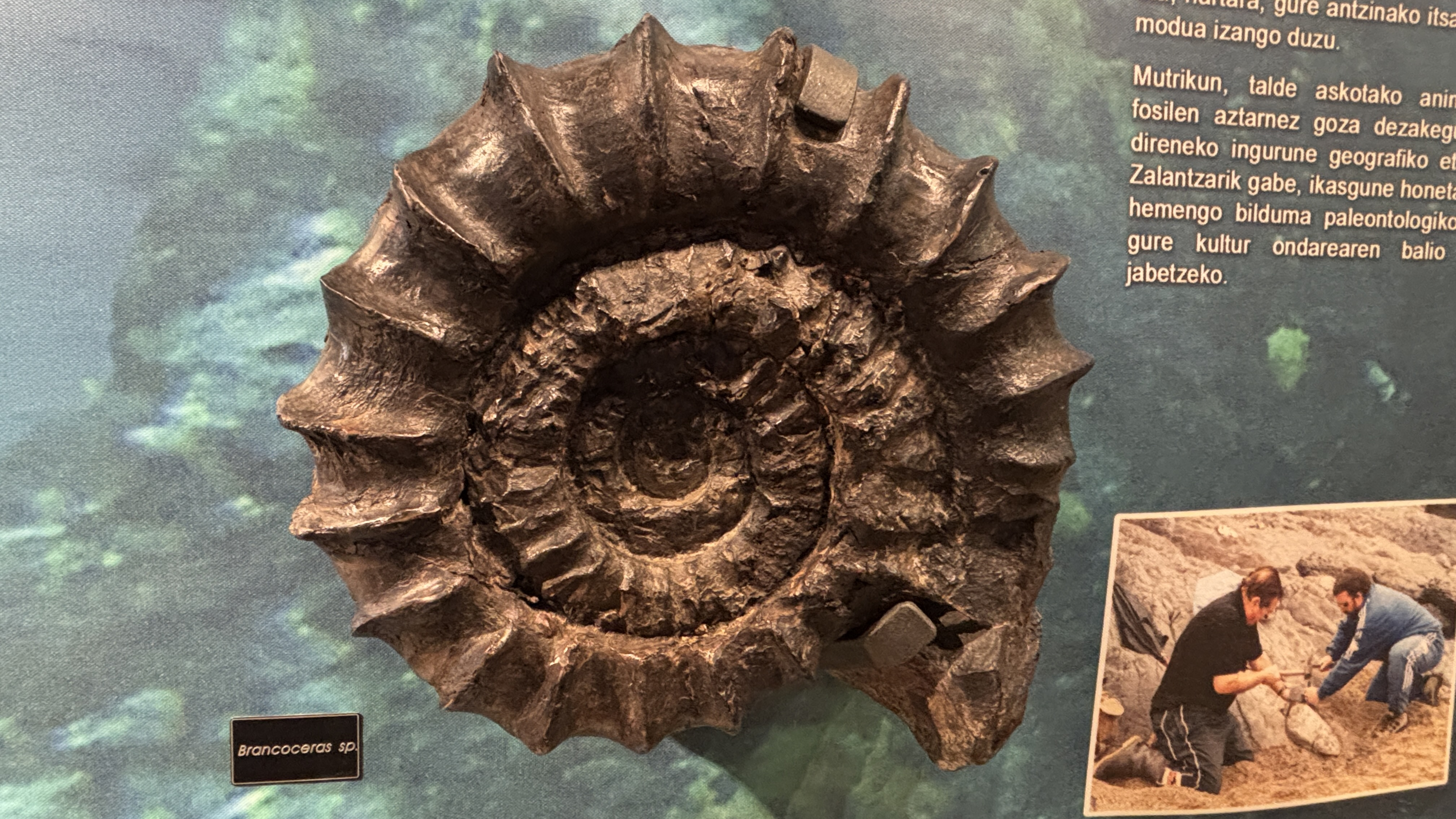
Fósil de Brancoceras sp. expuesto en el Centro de Interpretación Geológica Nautilus de Motrico.

El espacio de Siete playas está ubicado en el límite occidental del Geoparque de la Costa Vasca en el entorno geológico formado por el denominado flysch negro, que corresponde a los afloramientos de los sedimentos más antiguos. Se  que se formaron en un periodo de entre 110 y 97  millones de años en el contexto de la formación del golfo de Vizcaya, en el que se dio un fondo marino irregular de profundos cañones y bloques más elevados limitados por grandes falla por donde accedía agua caliente y magma. Está formado principalmente por dos tipos de rocas las lutitas negras y capas de turbiditas, arenisca amarillas, que contiene también siderita,  mineral de hierro de color rojo vino. El espesor del conjunto de capas del flysch negro es de unos 1000 metros.
El flysch negro es muy rico en nódulos muchos de ellos del tipo  septaria, el estudio de estas rocas da información sobre la vida microbiana existente durante su formación y la manera de que esos microbios podían reaccionar ante los diferentes tipos de fluidos que podrían circular sobre el sedimento blando. También es rico en fósiles siendo uno de los pocos lugares del mundo en los que se pueden encontrar amonites gigantes.
Las rocas tipo  lutitas de color negro se formaron  por decantación lenta de sedimentos finos y pequeñas conchas de organismos marinos. El color negro se debe a su alto contenido de materia orgánica. Las capas den turbiditas son más duras y tienen color amarillento, se formaron por la caída de grandes aludes de agua y arena desde zonas más someras. Entre ellas se pueden encontrar extractos de siderita.
Estos acantilados que se extienden entre la playa Kardala de Motrico y Saturrarán se encuentran en la parte superior del flysch negro en el que afloran de manera excepcional las margas con nódulos y capas continuas de siderita que en su base presentan un tramo de 2 m de espesor de calizas nodulosas y margas con un espesor máximo es de 300 metros pero no aflora su techo. Este afloramiento pertenece al periodo Albiense superior terminal. El área de este entorno es de 112,54 ha.
En las calizas nodulosas se observa cementaciones por carbonato que están relacionadas por actividad bacteriana proveniente de escapes hidrotermales ricos en hidrocarburos  ascendentes por fracturas ligadas a la falla. En nódulos sideríticos se hallan ocasionalmente fósiles de amonites y otros invertebrados que datan los extractos.